# Corydalis nigroapiculata
Corydalis nigroapiculata är en vallmoväxtart som beskrevs av Cheng Yih Wu. Corydalis nigroapiculata ingår i släktet nunneörter, och familjen vallmoväxter. Inga underarter finns listade i Catalogue of Life.